# Igreja de Nossa Senhora da Purificação (Sacavém)

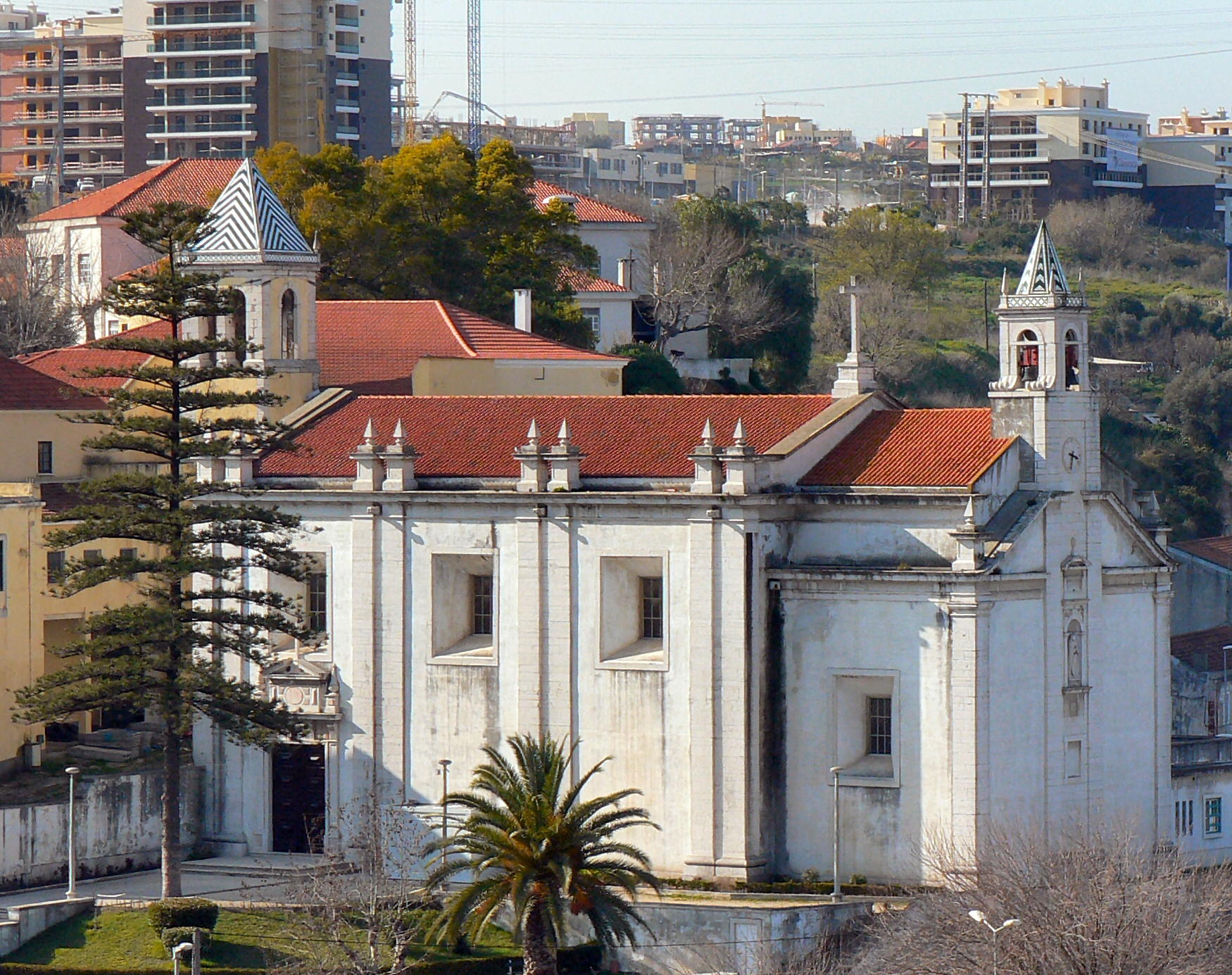
Igreja Matriz Paroquial de Nossa Senhora da Purificação de Sacavém.

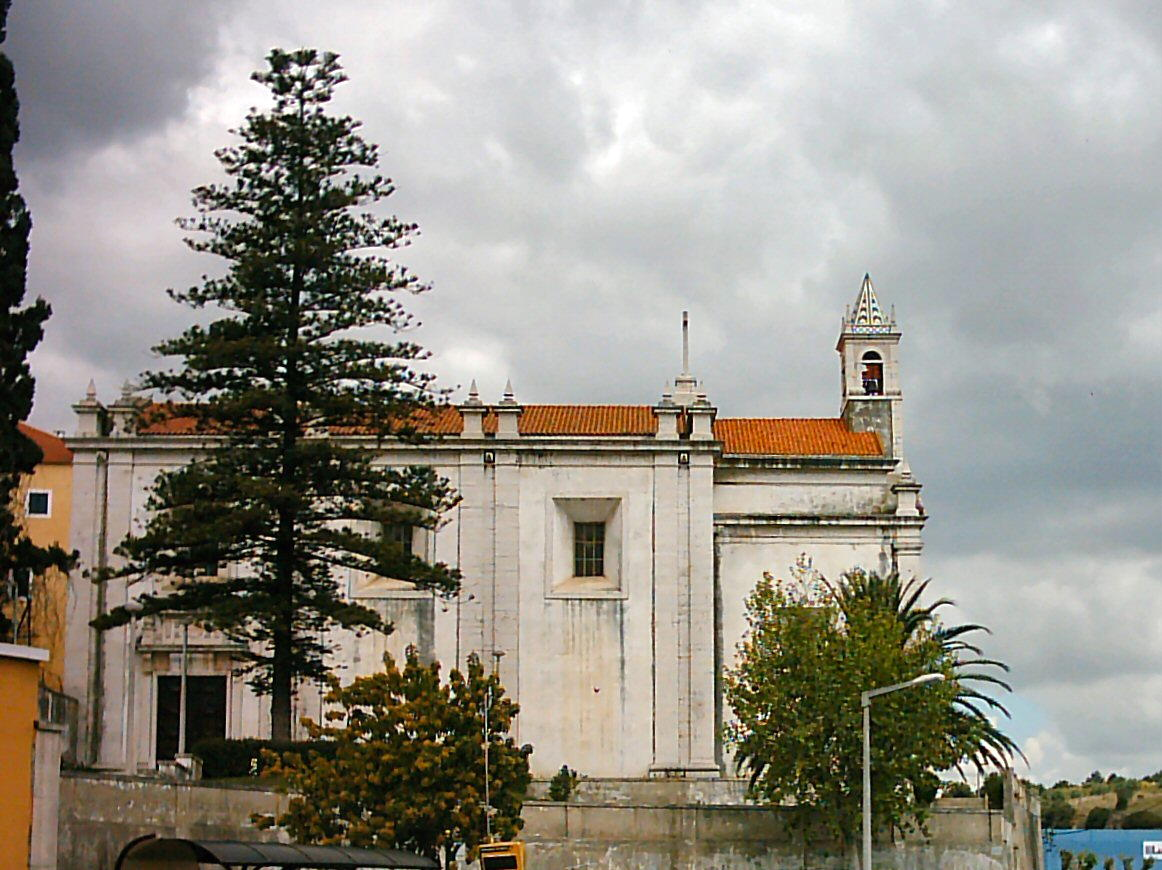
Vista da entrada lateral.

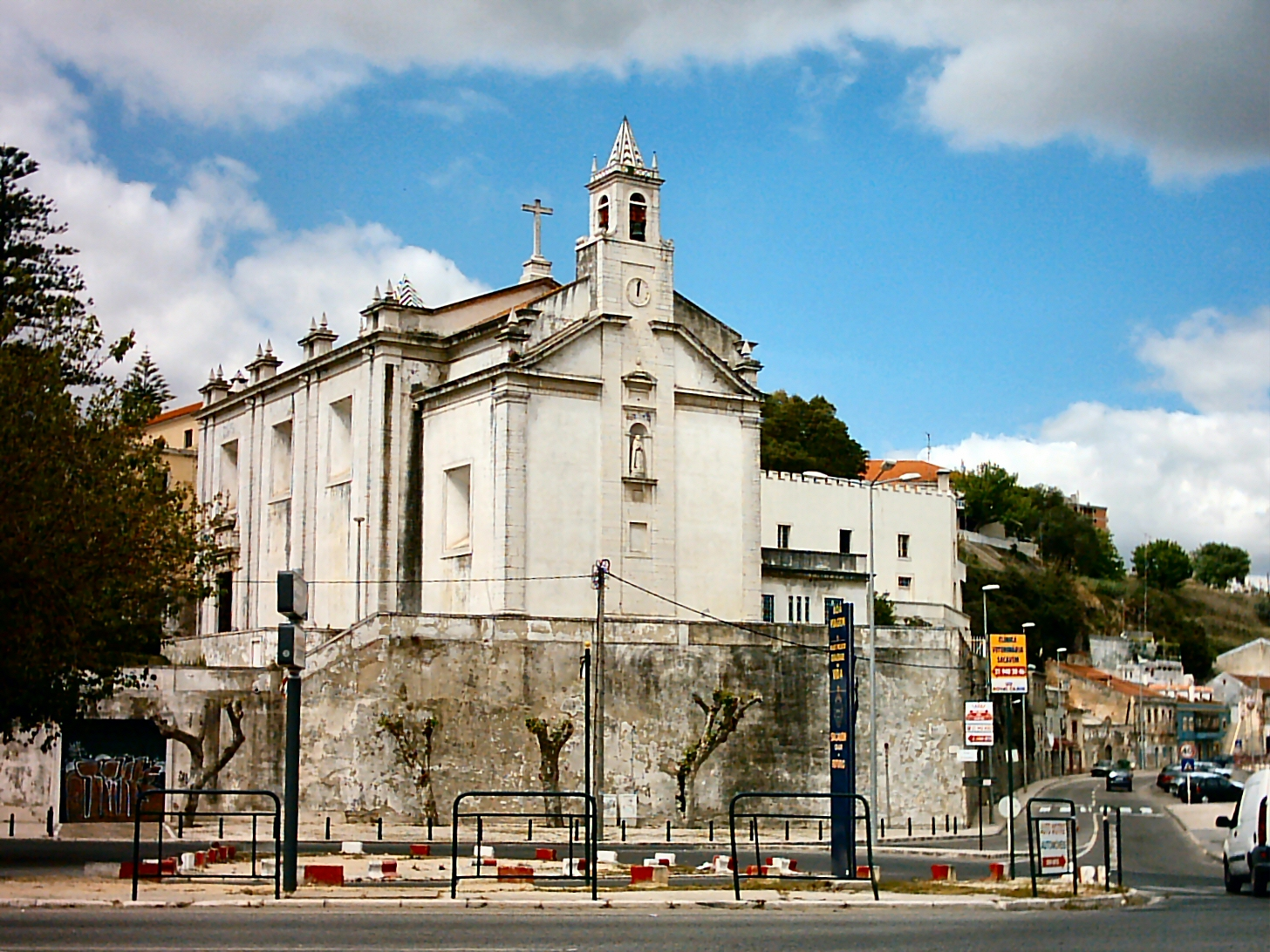
Vista da cabeceira, com a sua torre sineira, o zimbório hexagonal e a imagem de Nossa Senhora da Purificação a meia altura, num nicho.

A Igreja de Nossa Senhora da Purificação é a actual Igreja Matriz de Sacavém, situada num pequeno morro, em Sacavém de Baixo, junto ao rio Trancão.

## História
Inicialmente fundada como igreja conventual do Convento de Nossa Senhora da Conceição e dos Mártires de Sacavém, destinada a servir os ofícios religiosos às freiras clarissas que aí professavam, a sua primeira pedra foi lançada por Miguel de Moura, então governador do Reino de Portugal em nome de Filipe II de Espanha, em 1 de Setembro de 1596. Já antes o mesmo Miguel de Moura fora o responsável pela edificação do dito convento, em 1577; contudo, faleceu em 1599, antes de ver a igreja concluída.
Em 1834, os bens das ordens religiosas foram nacionalizados, e às casas regulares femininas foi imposta a proibição de acolher noviças. Gradualmente, o edifício da igreja foi-se degradando, até que, em 11 de Abril de 1863, quando só já existia uma freira no convento, o cardeal-Patriarca de Lisboa, D. Manuel Bento Rodrigues, em resposta a um pedido da Junta de Paróquia sacavenense, fez da igreja conventual a Igreja Matriz de Sacavém, em substituição da pequena Igreja de Nossa Senhora da Vitória, em Sacavém de Cima, que fazia as vezes de Igreja Matriz desde a ruína da Igreja Matriz de Santa Maria, situada no largo da Senhora da Saúde, aquando do terramoto de 1755. Nessa mesma altura, o orago da Igreja passou a ser Nossa Senhora da Purificação, em substituição da antiga invocação conventual de Nossa Senhora da Conceição dos Milagres e dos Mártires.
Em 1877, quando finalmente a freira abandonou o convento, este passou à posse do Ministério da Guerra, reservando no entanto a Igreja e algumas casas adjacentes (onde passou a funcionar a residência paroquial) como bens do Patriarcado.
Entre 1885 e 1886 sofreu profundas obras de restauro, coordenadas pelo então prior de Sacavém, José Adriano Borges; nos anos 1950 sofreu nova campanha de restauro, levada a cabo pelo Prior Filinto Ramalho. De resto, existe um busto deste antigo Prior sacavenense à entrada da Igreja.

## Características arquitectónicas
O edifício é um exemplar da arquitectura manerista, caracterizado pela sobriedade própria da época da Contra-Reforma. Bastante singelo, compõe-se de dois blocos (nave e capela-mor).
A entrada é feita lateralmente, em função da prévia construção do mosteiro.
O telhado é de duas águas, possuindo na cabeceira, no topo da torre sineira, um zimbório em forma de pirâmide hexagonal, rodeado por pináculos menores. Nessa mesma torre sineira, a meia altura, acha-se uma figura de Nossa Senhora num nicho.
No interior, nos altares laterais, acham-se as representações de São Miguel Arcanjo e de Nossa Senhora da Conceição.
A pia baptismal da igreja, de acordo com a tradição, era a antiga cúpula de um mirante da fortificação regida por Bezai Zaide (o alcaide mouro de Sacavém derrotado na batalha que aí se feriu em 1147, e que se tornou no primeiro ermitão da Ermida de Nossa Senhora dos Mártires, entretanto substituída pelo convento da mesma invocação), a qual foi virada do avesso, purificada e solenemente dedicada à sua nova função.